# Ezüst Utazó
Az Ezüst Utazó, valódi nevén Norrin Radd egy kitalált szereplő, szuperhős a Marvel Comics képregényeiben. A szereplőt Stan Lee és Jack Kirby alkotta meg. Első megjelenése a Fantastic Four 48. számában volt 1966 márciusában, egy háromrészes történetben melyet a szakma és a rajongók Galactus-trilógia néven emlegetnek.
Norrin Radd egy fiatal csillagász volt a Földtől távoli Zenn-La nevű bolygón. Hogy megmentse világát a bolygófaló Galactustól, felajánlotta neki, hogy mint a hírnöke fogja őt szolgálni. Galactus beleegyezett és erejének egy apró szikráját, kozmikus erőt adott Norrin Raddnak, aki átváltozott az Ezüst Utazóvá. Norrin ezután szerte a világegyetemben ehető bolygók után kutatott gazdája, Galactus számára. Egyik útja során rátalált a Földre és ott harcba keveredett a Fantasztikus Négyes nevű szuperhőscsapattal. A földi szuperhősök felébresztették az Ezüst Utazó már szinte elfeledett fiatalkori idealizmusát és lelkiismeretét. Szembeszállt Galactussal, hogy megmentse a Földet, ami sikerült is neki, de büntetésből gazdája örökre a Földre száműzte.
Az Ezüst Utazó sikeres bemutatkozása után saját spin-off sorozatot kapott. 2007-ben, A Fantasztikus Négyes és az Ezüst Utazó című filmben az Ezüst Utazót Doug Jones színész alakítja, és a számítógépes látvány-technika segítségével a mozivásznon is bemutatkozhatott. A filmben az Utazó angol szinkronhangja Laurence Fishburne, magyarhangja Szabó Sipos Barnabás volt.